# Hypenopsis flualis
Hypenopsis flualis är en fjärilsart som beskrevs av William Schaus 1916. Hypenopsis flualis ingår i släktet Hypenopsis och familjen nattflyn. Inga underarter finns listade i Catalogue of Life.